# フィラッハ
フィラッハ (Villach [ˈfɪlax] ( 音声ファイル)) はオーストリアの都市。ケルンテン州に属し、州都のクラーゲンフルトに次ぐ第二の都市である。郡に属さない憲章都市（Statutarstadt）であるが、フィラッハ郡の郡庁が置かれている。人口は約5万9千人（2009年）

## 地勢・産業
ドナウ川の支流であるドラウ川（ドラーヴァ川）の谷に位置している。イタリアやスロヴェニアの国境に近く、南欧との物流拠点としての役割を果たす。街の南には温泉が湧出しており、湯治客も訪れる。近隣の都市としては、約35キロ東に州都のクラーゲンフルト、80キロ南東にスロヴェニアのリュブリャナ、75キロ南西にイタリアのウディネが位置している。
かつてはスキージャンプ・ワールドカップの開催地であったが、ラージヒルと呼ばれる大型のジャンプ台が無いため、開催されなくなった。

## 歴史
古代ローマ帝国の時代より、交通の要地であった。1060年に市場特権、1240年に都市特権を認められた。1348年1月25日にはオーストリアの歴史上最大と云われる地震が起き、大きな被害を受けた。16世紀、宗教改革において一時プロテスタントの牙城となったが、対抗宗教改革の流れの中で再カトリック化した。19世紀後半、鉄道網の整備が進む中で、フィラッハは諸外国へと鉄道で移動する際の拠点駅となり、街の発展が進んだ。

## 交通
フィラッハには多くの国際列車が停車する。イタリアのローマからの列車がボローニャ、ヴェネツィアなどを経てフィラッハに到着する。クロアチアのザグレブ発の列車も、スロヴェニアのリュブリャナを経由してフィラッハへと至る。ドイツのミュンヘン、ケルンへ向かう列車も発車している。北上すれば、ポーランドのワルシャワにまで行くことが可能。

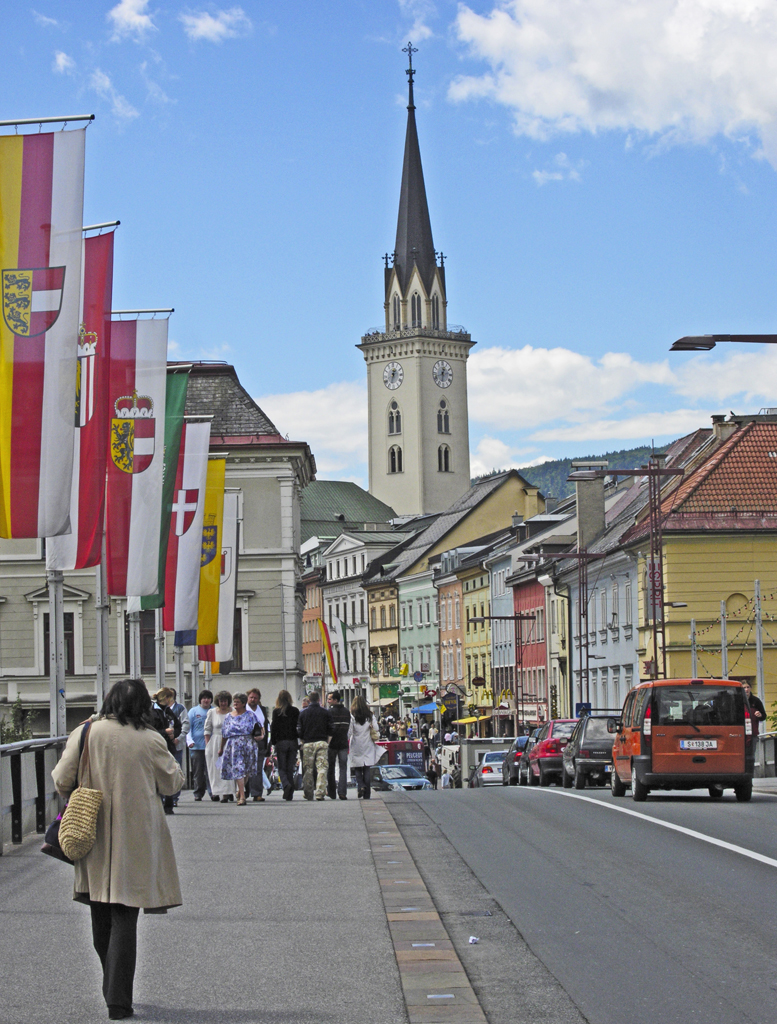
旧市街
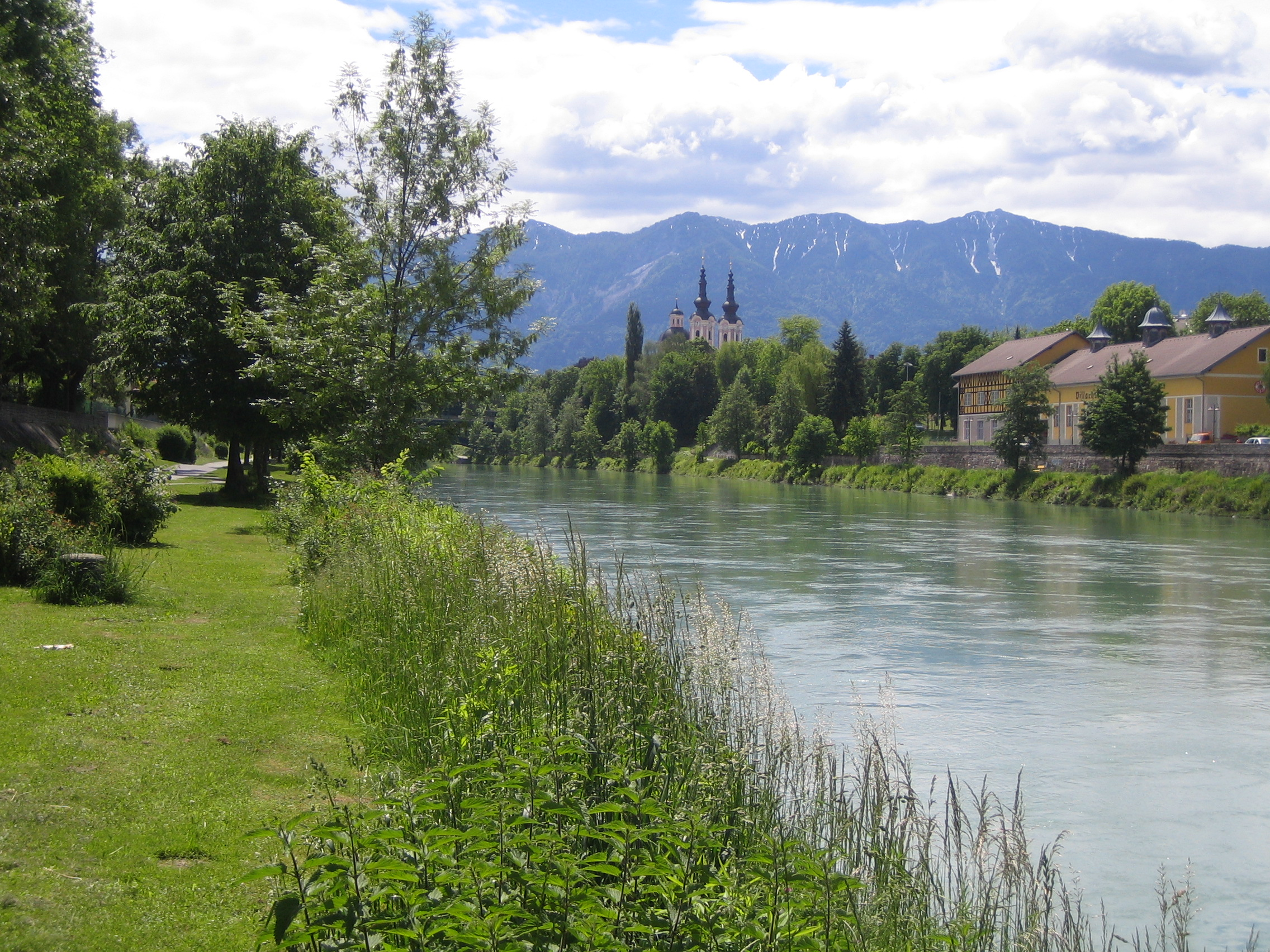
フィラッハとドラウ川
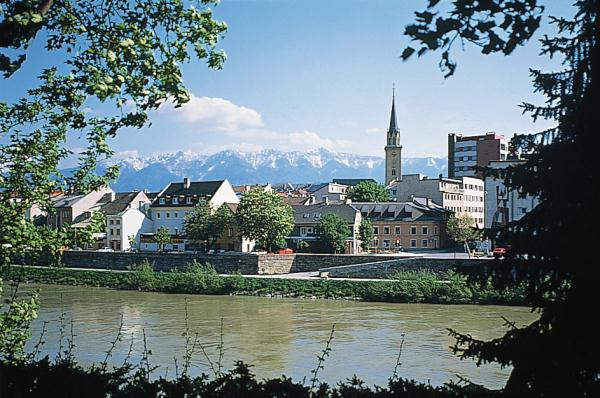
街の風景

## 姉妹都市
- バンベルク、ドイツ 1973年
- ウディネ、イタリア 1979年
- カンシュンゴ、ギニアビサウ 1989年
- シュレンヌ、フランス 1992年
- カポシュヴァール、ハンガリー 1994年
- ブレッド、スロベニア 2002年
- クラーニ、スロベニア 2008年

## 出身者
- マルティン・コッホ：スキージャンプ選手
- ハンス・ミロニヒ：スキージャンプ選手
- ギド・ブルクシュタラー：サッカー選手
- クリスティアン・マイヤー：アルペンスキー選手
- クリスティアン・モーザー：スキージャンプ選手
- アルフレッド・グロイヤー：スキージャンプ選手
- アンゲリカ・カウフマン：イラストレーター
- カール＝ハインツ・ビルンバッハー：軍人